# Welterbe in Armenien

Zum Welterbe in Armenien gehören (Stand 2017) drei UNESCO-Welterbestätten, alles Stätten des Weltkulturerbes. Armenien ist der Welterbekonvention 1993 beigetreten, die erste Welterbestätte wurde 1996 in die Welterbeliste aufgenommen. Die bislang letzte Welterbestätte wurde 2000 eingetragen.

## Welterbestätten
Die folgende Tabelle listet die UNESCO-Welterbestätten in Armenien in chronologischer Reihenfolge nach dem Jahr ihrer Aufnahme in die Welterbeliste (K – Kulturerbe, N – Naturerbe, K/N – gemischt, (G) – auf der Liste des gefährdeten Welterbes).
| Bild             | Bezeichnung                                                                            | Jahr       | Typ | Ref. | Beschreibung |
| ---------------- | -------------------------------------------------------------------------------------- | ---------- | --- | ---- | --- |
| (weitere Bilder) | Klöster von Haghpat und Sanahin                                                        | 1996, 2000 | K   | 777  | Die Klöster Haghpat (Lage) und Sanahin (Lage) sind zwei Klosterkomplexe der Armenischen Apostolischen Kirche, deren älteste Teile aus dem 10. Jahrhundert stammen. Sie sind ein herausragendes Beispiel für die mittelalterliche armenische Architektur. 1996 wurde zunächst nur das Kloster Haghpat in die Welterbeliste aufgenommen, 2000 wurde die Welterbestätte um das Kloster Sanahin und eine in dessen Nähe liegende mittelalterliche Steinbrücke erweitert. Erfüllte Kriterien für Weltkulturerbe: ii., iv. |
| (weitere Bilder) | Kloster von Geghard im Oberen Azat-Tal (Lage)                                          | 2000       | K   | 960  | Armenisches Kloster am Eingang des Oberen Azat-Tales in der Provinz Kotajk, gegründet im 4. Jahrhundert n. Chr., von den Arabern im 9. Jahrhundert zerstört, wurde es 1215 wieder errichtet. Das Kloster gehört zu den bedeutenden Zeugnissen der Armenischen Apostolischen Kirche. Charakteristisch sind die teilweise in den Fels gehauenen Räume bzw. die Nutzung von Höhlen. Erfülltes Kriterium für Weltkulturerbe: ii.                                                                                         |
| (weitere Bilder) | Kathedrale und Kirchen von Etschmiadsin und archäologische Stätte von Zvartnots (Lage) | 2000       | K   | 1011 | Etschmiadsin war vom 2. bis 4. Jahrhundert Hauptstadt Armeniens. Seine Kirchen gelten als wichtiges Beispiel für die frühe armenische Kirchenbaukunst. Die Kathedrale soll die erste Kreuzkuppelkirche sein, sie geht auf einen Ursprungsbau von 485 zurück. Die im 10. Jahrhundert zerstörte dem heiligen Gregor gewidmeten Kathedrale von Swartnoz war der älteste und größte Tetrakonchos im Kaukasus. Erfüllte Kriterien für Weltkulturerbe: ii., iii.                                                           |

## Tentativliste
In der Tentativliste sind die Stätten eingetragen, die für eine Nominierung zur Aufnahme in die Welterbeliste vorgesehen sind.
Mit Stand 2024 sind fünf Stätten in der Tentativliste von Armenien eingetragen, die letzte Eintragung erfolgte im Januar 2024.
Die folgende Tabelle listet die Stätten in chronologischer Reihenfolge nach dem Jahr ihrer Aufnahme in die Tentativliste.
| Bild                                                                     | Bezeichnung                                                              | Jahr | Typ | Ref. | Beschreibung |
| ------------------------------------------------------------------------ | ------------------------------------------------------------------------ | ---- | --- | ---- | --- |
| Die archäologische Stätte der Stadt Dvin (weitere Bilder)                | Dvin (Lage)                                                              | 1995 | K   | 8    | Dvin ist eine Ruinenstätte einer Stadt, die bis zum 9. Jahrhundert Hauptstadt von Armenien und Sitz des Katholikos der Armenisch-Apostolischen Kirche war. |
| Basilika und archäologische Stätte von Jereruk                           | Basilika und archäologische Stätte von Jereruk (Lage)                    | 1995 | K   | 10   | Die Basilika von Jereruk stammt aus dem 5. oder 6. Jahrhundert und wurde bei einem Erdbeben im 17. Jahrhundert schwer beschädigt. Die Ruine gilt als bedeutendste aus vorarabischer Zeit erhaltene armenische Basilika.                                                  |
| Das Kloster Norawank und das Amaghou-Tal                                 | Das Kloster Norawank und das Amaghou-Tal (Lage)                          | 1995 | K/N | 13   | Das dem 13. Jahrhundert stammende Kloster Norawank diente bis zum 19. Jahrhundert als Grablege der Fürstenfamilie Orbelian. Es liegt im Amaghou-Tal, das rote und graue Kalksteinwände und mehrere Höhlenkomplexe enthält.                                               |
| Klöster Tatew und Tatevi Anapat und angrenzende Gebiete des Vorotan-Tals | Klöster Tatew und Tatevi Anapat und angrenzende Gebiete des Vorotan-Tals | 1995 | K/N | 14   | Das Kloster Tatew (Lage) aus dem 9. Jahrhundert liegt oberhalb einer 850 Meter hohen Schlucht des Vorotan-Tals, das Kloster Tatevi Anapat (Lage) aus dem 17. Jahrhundert im Tal. Der angrenzende Bereich des Vorotan-Tals ist von beträchtlichem geologischen Interesse. |
| Vischap und die Kulturlandschaft von Tirinkatar                          | Vischap und die Kulturlandschaft von Tirinkatar                          | 2024 | K   | 6702 | |